# Langton Herring
Langton Herring est un village et une paroisse civile du Dorset, en Angleterre. Il est situé dans le sud du comté, à 8 km au nord-ouest de la ville de Weymouth. Administrativement, il relève du district du West Dorset. Au recensement de 2011, la paroisse civile, qui comprend également le hameau voisin de Fleet, comptait 240 habitants.